# 四川花楸
四川花楸（学名：Sorbus setschwanensis）为蔷薇科花楸属的植物，是中国的特有植物。分布于中国大陆的四川、贵州等地，生长于海拔2,300米至3,000米的地区，多生长于岩石直地或杂木林内，目前尚未由人工引种栽培。